# Чёрная метка (телесериал)
«Чёрная ме́тка», или «Сро́чное уведомле́ние» (англ. Burn Notice) — американский телесериал в жанре драмы, транслировавшийся на телеканале USA Network с 28 июня 2007 года по 12 сентября 2013 года. Всего вышло 7 сезонов, состоящие из 111 эпизодов, и один телефильм — «Черная метка: Падение Сэма Экса».

## Сюжет
«Чёрная метка» является термином, используемым в американских спецслужбах и означающим, что определённый агент или источник информации стал ненадёжным. Стиль сериала — рассказ от первого лица, включая частые потоки сознания за кадром от лица бывшего агента спецслужб Майкла Уэстена, которого играет Джеффри Донован.
Сбежав с операции в Нигерии, сорванной внезапным объявлением о ненадёжности Уэстена, он обнаруживает себя в своём родном городе Майами, Флорида. Рядом с собой Майкл обнаруживает свою бывшую подругу Фиону, но все его связные из спецслужб отказываются иметь с ним дело. Он находится под постоянным наблюдением федералов, а его личные банковские счета заморожены правительством. Единственное, что он смог узнать от своего главного связного в правительстве — какая-то важная «шишка» хочет, чтобы он остался (возможно, на всю жизнь) в Майами. Если он только попробует уехать, на ноги будет поднята вся полиция страны, чтобы взять его. Уэстена одолевает желание знать, кто его «спалил» и за что, он начинает работать как частный детектив без лицензии и наёмный шпион для тех, кто может оплатить его услуги.

## Персонажи
- Джеффри Донован — Майкл Уэстен, оперативник спецслужб, который оказывается «палёным», то есть объявлен ненадёжным/опасным. У агента два чёрных пояса в боевых искусствах, он может в совершенстве использовать «что угодно, стреляющее пулями, либо имеющее лезвие». Майкл часто импровизированно создает необходимые гаджеты из купленных бытовых электротоваров, например, радио и мобильные телефоны.Свободно общается на нескольких языках, включая русский и чешский.
- Габриэль Анвар — Фиона Гленан, бывшая оперативница ИРА и подруга Майкла Уэстена.

Создатель сериала Мэтт Никс об отношениях бывших шпионов:
Вот, что можно сказать об отношениях с Фионой… Они — два человека, у которых никого больше нет с кем они могли бы быть. Любая другая женщина бы боялась того, что делает Майкл, а её это возбуждает, а кто-либо другая для Майкла будет неинтересной. Она ему нравится, но часть того, что мы раскроем в первом сезоне — это то, что они действительно нравятся друг другу, но всё же есть причина, по которой они разошлись. Она — невероятно хаотичная личность, которая любит беспорядок… Жестокость для неё — прелюдия к сексу.
- Брюс Кэмпбелл — Сэм Экс, стареющий, почти ушедший в отставку «морской котик». Проводит большую часть своего времени в постелях богатых женщин Майами в обмен на еду и жильё. Экс и Уэстен — старые товарищи; Сэм также является последним контактом с официальным обществом шпионов. Сэм представляется как «тот, кто знает кое-кого». В пилотной серии также раскрывается, что он «стучит» на Майкла в ФБР, но под давлением. Зная это, Уэстен может передавать ложную информацию в ФБР через Сэма, который с радостью становится двойным агентом Майкла.
- Шерон Глесс — Мэдлин Уэстен, мать Майкла. Она — постоянно курящая ипохондричка. До недавнего времени она редко связывалась с сыном, который всячески старается избегать её компании. Майкл считает, что его несчастливое детство стало причиной того, что он является природным тайным агентом, но благодарности от него не следует ждать.
- Коби Белл — Джесси Портер, эксперт контрразведки, которого Майкл случайно «спалил». После того как его «чёрную метку» снимают, он самовольно увольняется из спецслужб и создаёт свою частную охранную фирму.

## Список серий
| Сезон | Сезон | Эпизоды | Оригинальная дата показа | Оригинальная дата показа |
| Сезон | Сезон | Эпизоды | Премьера сезона          | Финал сезона             |
| ----- | ----- | ------- | ------------------------ | ------------------------ |
|       | 1     | 12      | 28 июня 2007             | 20 сентября 2007         |
|       | 2     | 16      | 10 июля 2008             | 5 марта 2009             |
|       | 3     | 16      | 4 июня 2009              | 4 марта 2010             |
|       | 4     | 18      | 3 июня 2010              | 16 декабря 2010          |
|       | Фильм | Фильм   | 17 апреля 2011           | 17 апреля 2011           |
|       | 5     | 18      | 23 июня 2011             | 15 декабря 2011          |
|       | 6     | 18      | 14 июня 2012             | 20 декабря 2012          |
|       | 7     | 13      | 6 июня 2013              | 12 сентября 2013         |